# Волково (муниципальный округ Егорьевск)
Во́лково — деревня в муниципальном округе Егорьевск Московской области России.

## География
Деревня Волково расположена в юго-западной части муниципального округа Егорьевск, примерно в 19 километрах к югу от города Егорьевска. В 800 метрах к востоку от деревни протекает река Устынь. Высота над уровнем моря 134 метров.

## Название
Название связано с некалендарным личным именем Волк.

## История
До отмены крепостного права в России жители деревни относились к разряду государственных крестьян. После 1861 года деревня вошла в состав Маливской волости Егорьевского уезда. Приход находился в селе Раменки.
В 1926 году деревня входила в Волковский сельсовет Раменской волости Егорьевского уезда.
До 1994 года Волково входило в состав Раменского сельсовета Егорьевского района, а в 1994—2006 годы — Раменского сельского округа.
До 2015 года входила в состав сельского поселения Раменское.
В 2015 году вошла в состав городского округа Егорьевск, образованного в том же году путем упразднения Егорьевского района и объединения всех его поселений в единый городской округ.

## Демография
В 1885 году в деревне проживало 361 человек, в 1905 году — 463 человека (225 мужчин, 238 женщин), в 1926 году — 267 человек (120 мужчин, 147 женщин). По переписи 2002 года — 88 человек (43 мужчины, 45 женщин). Население — 83 человек (2010).
| 1859 | 1868 | 1885 | 1905 | 1926 | 2002 | 2006 |
| ---- | ---- | ---- | ---- | ---- | ---- | ---- |
| 238  | ↗262 | ↗361 | ↗463 | ↘267 | ↘88  | ↘87  |
| 2010 |      |      |      |      |      |      |
| ↘83  |      |      |      |      |      |      |